# Лісбург (Індіана)
Лісбург (англ. Leesburg) — місто (англ. town) в США, в окрузі Косцюшко штату Індіана. Населення — 555 осіб (2010).

## Географія
Лісбург розташований за координатами 41°19′51″ пн. ш. 85°50′56″ зх. д. / 41.33083° пн. ш. 85.84889° зх. д. (41.330718, -85.848894).  За даними Бюро перепису населення США в 2010 році місто мало площу 0,67 км², уся площа — суходіл.

## Демографія
Згідно з переписом 2010 року, у місті мешкало 555 осіб у 214 домогосподарствах у складі 152 родин. Густота населення становила 823 особи/км².  Було 239 помешкань (354/км²).
Расовий склад населення:
| - 91,7 % — білих - 2,3 % — азіатів - 0,2 % — корінних американців - 0,2 % — чорних або афроамериканців - 4,3 % — осіб інших рас |

До двох чи більше рас належало 1,3 %. Частка іспаномовних становила 7,7 % від усіх жителів.
За віковим діапазоном населення розподілялося таким чином: 26,7 % — особи молодші 18 років, 58,3 % — особи у віці 18—64 років, 15,0 % — особи у віці 65 років та старші. Медіана віку мешканця становила 38,3 року. На 100 осіб жіночої статі у місті припадало 96,8 чоловіків;  на 100 жінок у віці від 18 років та старших — 96,6 чоловіків також старших 18 років.
Середній дохід на одне домашнє господарство  становив 55 268 доларів США (медіана — 52 000), а середній дохід на одну сім'ю — 57 149 доларів (медіана — 57 143). За межею бідності перебувало 14,8 % осіб, у тому числі 36,4 % дітей у віці до 18 років та 0,0 % осіб у віці 65 років та старших.
Цивільне працевлаштоване населення становило 328 осіб. Основні галузі зайнятості: виробництво — 37,8 %, освіта, охорона здоров'я та соціальна допомога — 21,3 %, мистецтво, розваги та відпочинок — 8,8 %, роздрібна торгівля — 7,9 %.